# Кунигунда фон Хоенлое-Романя
Кунигунда фон Хоенлое-Романя (на немски: Kunigunde von Hohenlohe-Romagna; † сл. 1253) е графиня от Хоенлое-Романя и чрез женитба графиня на Калв и Льовенщайн.

## Произход
Тя е дъщеря на граф Готфрид I фон Хоенлое-Романя († 1254/1266) и съпругата му Рихица фон Краутхайм († 1262), дъщеря на Волфрад I фон Крутхайм († 1234) и Аделхайд фон Боксберг († сл. 1213). Сестра е на Албрехт I († ок. 1269), граф на Хоенлое-Уфенхайм, Крафт I († 1313), граф на Хоенлое във Вайкерсхайм, Конрад фон Хоенлое-Рьотинген († 1277) и Агнес († сл. 1314), омъжена 1263 г. за граф Бопо II фон Дилсберг (Дюрн) († 1290).

## Фамилия
Кунигунда фон Хоенлое-Романя се омъжва за граф Готфрид III фон Калв-Льовенщайн (* пр. 1252; † сл. 1277), син на граф Готфрид II фон Калв-Льовенщайн († сл. 1237) и съпругата му Рутина фон Байлщайн-Волфзьолден. Тя е първата му съпруга. Те имат децата:
- Агнес († сл. 1277), омъжена между 1274 и 1277 г. за Енгелхард IV фон Вайнсберг († ок. 1278)
- Рихца/Рихица († сл. 1294), омъжена I. пр. 21 октомври 1279 г. за граф Бертолд III фон Нойфен-Марщетен (* пр. 1258; † 1285/1291), II. пр. 28. юли 1294 г. за граф Еберхард I фон Грюнинген-Ландау († ок. 1323)
- дъщеря, омъжена за граф Симон I фон Цвайбрюкен-Еберщайн († 1281)

Готфрид III фон Калв-Льовенщайн се жени втори път за Ута († сл. 1262) и трети път пр. 1275 г. за София фон Берг († 1 май 1284).

## Галерия
- Герб на графовете на Калф
- Герб на графовете на Льовенщайн